# Raynor Scheine
Raynor Scheine, est un acteur américain né le 19 janvier 1942.

## Filmographie partielle
- 1991 : Beignets de tomates vertes (Fried Green Tomatoes) : Curtis Smoote
- 1992 : Mon cousin Vinny ( My Cousin Vinny) : Bernie Crane
- 1993 : L'Affaire Karen McCoy (The Real McCoy) : Baker
- 1994 : Ace Ventura, détective pour chiens et chats (Ace Ventura, Pet Detective) : Gregory Woodstock
- 1995 : Mort ou vif (The Quick and the Dead) : Ratsy
- 1997 : Pêche Party :
- 1998 : Montana de Jennifer Leitzes :
- 2005 : Le Nouveau Monde (The New World) : Raynor
- 2006 : The Sentinel : Walter Xavier
- 2007 : Une nouvelle donne (A Stranger's Heart) (TV) : Frank
- 2012 : Lincoln : Joshiah "Beanpole" Burton
- 2024 : Horizon : Une saga américaine, chapitre 1 (Horizon: An American Saga – Chapter 1) de Kevin Costner